# Tintin Anderzon
Anna Catharina Anderzon (født 29. april 1964), bedre kendt som Tintin Anderzon, er en svensk skuespillerinde. Hun er datter af skuespillerinden Kim Anderzon (1943-2014).
Anderzon vandt i 1998 en Guldbagge for bedste kvindelige birolle i Adam og Eva (1997), der er instrueret af Måns Herngren og Hannes Holm.

## Udvalgt filmografi
- Tabu (1977)
- Manden der blev millionær (1980)
- Offeret (1986, kun stemme)
- Smash (tv-serie, 1990)
- I skog och mark (animationsfilm, 1990)
- Macken - Roy's & Roger's Bilservice (1990)
- Adam & Eva (1997)
- Tic Tac (1997)
- C/o Segemyhr (tv-serie, 1998)
- Stjernesøstre (1999)
- En heks i familien (2000)
- Før stormen (2001)
- Sunes verden (animeret tv-serie, 2002)
- Håkan Bråkan & Josef (2004)
- Sektor 236 (2010)
- Marianne (2011)
- Fjällbacka-mordene - Lysets dronning (2013)